# Паламарчук Іван Григорович
Іва́н Григо́рович Паламарчу́к (нар. 1911 — пом. 16 грудня 1952) — український журналіст, поет, член ОУН, жертва сталінського терору і в'язень ГУЛАГу.

## Біографія
Народився у 1911 році в селі Чорна Чорнянського району Одеської області (тепер — Подільський район Одеської області).
Жив і працював в Одесі.
Член ОУН. Заарештований у 1944 році.
Відбував каторгу на Воркуті, у таборі суворого режиму Річлаг, на шахті «Капітальна», де товаришував, зокрема, з латвійським юристом і письменником Артуром Звейніксом і вояком УПА Ярославом Мартинцем.
Разом з Звейніксом, Мартинцем та іншими українськими патріотами організував у концтаборі антирадянську організацію. Її члени писали листівки-звернення, в яких розповідали про злочини СРСР — штучний Голодомор 1932—1933 років, злочини Сталіна і його оточення в роки війни, знищення царської сім'ї, старої інтелігенції, військових спеціалістів, розкуркулення, насильницьке запровадження колгоспів, сталінські репресії. Також описували каторжне життя політв'язнів, знущання над ними в тюрмах і концтаборах, депортацію народів та ряд інших злочинів.
Листівки завжди починалися словами про те, що Сталін є ворогом усіх народів СРСР номер 1. Закінчувалися словами «Смерть Сталіну!». Крім цього, один із учасників організації, Костя Лісовий, намалював картину «Трупи під брамою концтабору». Зобразив побитих втікачів з написом «Это будет с каждым, кто попытается бежать». Картину — вирізав на листі гуми, щоб робити відтиски на папері. Під керівництвом Паламарчука вирізали на гумі також і тексти листівок. Все це вкладали в конверти із заздалегідь написаними однією рукою адресами. Листи пакували в консервні бляшанки, які запаювали оловом. Всередину вкладали щось важке, щоб вага банки була подібною до справжньої тушкованки. Паламарчук вмовив двох німців-спецпоселенців виносити банки із шахти.
У багатьох учасників організації на волі в різних містах і селах СРСР були надійні друзі. Німці вкладали банки в фанерні пачки і посилали цим адресатам. Адресати розрізали банки і діставали листи, які потім опускали в поштові скриньки різних населених пунктів і розсилали по всьому СРСР. Листівки розсилали передовикам виробництва, Героям соцпраці, вчителя шкіл, тощо, адреси яких брали з газет. Крім цього, частину запакованих листівок члени організації ховали у вагони з вугіллям, що розвозили по СРСР.
Такі розсилки робили біля трьох років. Дехто з адресатів відносив листи до КДБ. Але відправників довго не могли вирахувати. Доки в одному з кінотеатрів Воркути хтось не жбурнув в зал з балкона пачку таких листівок. У КДБ зрозуміли, що автори листівок знаходяться на Воркуті. З часом — їх вирахували.

### Арешт, суд і смерть
По цій справі арештували 12 чоловік. Паламарчука — 4 лютого 1952 року. Арештованих катували. Судив групу із шахти «Капітальна» військовий трибунал Біломорського військового округу восени 1952 року. 16 жовтня Івана Паламарчука, Ярослава Мартинця, Артура Звейнікса та Костю Лісового — засудили до розстрілу. Вирок виконали 16 грудня 1952 року у місті Вологда. Івану Кримусю, Дмитрові Назаруку, двом німцям та ще чотирьом арештованим — дали по 25 років.

## Родина
Дружина Паламарчука порвала з ним відносини (ймовірно — примусили), а сина — віддала до дитбудинку.
Влітку 1962 року хлопця (ймовірно — Віктора) знайшов письменник Володимир Караташ, який 2,5 місяці сидів в одній камері з Костею Лісовим, а з Паламарчуком — говорив близько двох годин через стіну, коли той ще був живий; після суду — Караташ відбував ув'язнення у штрафному концтаборі Джезказгана разом з Іваном Кримусем та Дмитром Назаруком. Караташ розповів синові Паламарчука про батька. Хлопець тоді вчився на першому курсі Одеського університету, на факультеті іноземних мов, на англійському відділенні. Станом на початок 2010-х років Володимир Караташ припускав, що син Паламарчука на той момент ще жив в Одесі.

## Поетична творчість
Як поет, Паламарчук був на особливому обліку в таборі Річлаг. Під час обшуку взимку 1951 року у нього знайшли вірші, за що оперуповноважений Ільїчов посадив поета у карцер. 
Вже після смерті Паламарчука його вірші, написані на цигарковому папері, приніс іншому в'язню і теж письменнику, Володимиру Косовському, один із табірних друзів Паламарчука, забравши на шахті зі схованки. За ніч Косовський їх вивчив напам'ять. А на початку 90-х — надіслав до альманаху творчості колишніх політв'язнів «Біль». Вони увійшли до 3-го випуску альманаху, який вийшов у 1993 році.

## Образ у мистецтві
- Життя Паламарчука у концтаборі і суд над ним описав Володимир Караташ у книзі «На барикадах Кенгіра» у розділі «Шахта «Перша капіталка»[3].

## Зразки поезії
Останнє слово

Не жахнуся, Україно люба,

Якщо десь за мурами тюрми

Вирвуть очі, виб’ють мені зуби

І на смерть затопчуть чобітьми.

Скорше я жахнуся на тім світі,

І на Бога кинусь, якщо він

Зробить так, що згублять тебе діти

І загине твій останній син.

Воркута, 1949

  В. Косовському

У товариша теж очі карі,

Очі теж у задумі й журбі.

Прийди, сядь на брудні мої нари,

Поговорим про волю собі.

Пригадаєм, в минуле поринем –

Хто із друзів загинув коли.

Поговорим, як нашу Вкраїну

На колючих дротах розп’яли.

Воркута, 1951

Обірветься тонка павутина

За бараками в тундрі смеркає,

Пада з неба пуржиста мука.

Тихий вечір з-під даху сотає

Золотистую путь павучка.

Обірветься тонка павутина —

Зникнуть зорі з небес голубих.

Чи згадаєш мене, Україно,

У ті дні, що бажав я тобі?

У ті дні, коли будуть всі вдома

На честь волі справляти бенкет.

Чи згадаєш колись — невідомо,

Як співав невідомий поет?

Ой, чому я згадав про це, Нене.

Ой, чого так пече в голові?

Простягнув чорний вечір до мене

Сині руки в червоній крові.

Боляче обривається рима,

Ніч земна застеляє красу...

Смерть слідкує за мною очима,

Піднімаючи гостру косу.

Ой, як хочеться, Боже мій, жити!

Ой, як хочеться бачити знов,

Як цвіте, як хвилюється жито,

Як шумить верховіття дібров!

Ой, як хочеться бачить весною

Неосяжних степів синю даль!..

Але смерть вже стоїть наді мною,

Підіймаючи чорну вуаль.

У вікно лізе чорна могила.

Чути регіт крізь плач і виття.

Ой, вернись, ой, вернись, моя сило,

Щоб боротись за радість життя!

Воркута, 1951

Падають сніжинки

Відлетіло літо, відшуміли трави —

Сивину на скронях вишили літа.

Наче поцілунки, стомлені, ласкаві,

Падають сніжинки на мої уста.

Падають сніжинки, падають біляві,

Наче дивні мрії, наче дивні сни.

І журба до серця тулить руки мляві,

І на мить виймає спогад з давнини.

Вулицями сяють електричні плеса,

Мерехтять сніжинок золоті рої...

Де ти, моя юність, зоряна Одесо?

Де ті теплі очі, що були мої?

Зникло непомітно щастя у тумані,

Мерехтять сніжинки, мов акацій цвіт.

А навколо хмари журяться багряні,

А навколо хмари, а навколо — дріт...

Падають сніжинки...

Каторга проклята...

По снігу колона змучених бреде.

Блимає очима смерть із автомата,

А життя співати проситься з грудей.